# Hieracium chlorelliceps
Hieracium chlorelliceps es una especie de planta con flor del género Hieracium, de la familia Asteraceae, orden Asterales.

## Distribución
Hieracium chlorelliceps se distribuye por Rusia.

## Taxonomía
Fue descrita científicamente por Norrl. ex Üksip. Fue publicada en Bot. Mater. Gerb. Bot. Inst. Komarova Akad. Nauk S.S.S.R. 21: 416 (1961).